# 22292 Mosul
22292 Mosul este o planetă minoră (asteroid), cu un diametru de 4,368 km, din centura de asteroizi. A fost descoperită pe 26 septembrie 1989 la Observatorul La Silla de Eric Walter Elst. 
Obiectul prezintă o orbită caracterizată de o semiaxă mare de 2,9042661 UAi, o excentricitate de 0,17, o înclinație de 3,53979 ° în raport cu ecliptica.